# Łososiowice
Łososiowice is een plaats in het Poolse district  Wołowski, woiwodschap Neder-Silezië. De plaats maakt deel uit van de gemeente Wołów en telt 219 inwoners.

## Verkeer en vervoer
- Station Łososiowice